# Florentin Trawiński
Florentin Jean André Trawiński, né le 1er octobre 1850 à Wyrazów et mort dans le 1er arrondissement de Paris le 7 février 1906 est un historien de l'art franco-polonais.

## Biographie
Fils de André et Eugénie Ferencowicz, il étudie à l'école polonaise et au lycée Bonaparte à Paris. Il obtient un poste au ministère français de l'éducation. En 1870, lors de la commune de Paris, il échange des barils d'essence placés au Louvre contre des barils d'eau, empêchant ainsi tout risque d'incendie. Comptable pendant quelques années, il devient rapidement chef du secrétariat des musées nationaux.
Il est l'auteur de nombreux articles dans la grande encyclopédie sur l'histoire de l'art et la littérature étrangère.
Il est fortement impliqué dans l'activité de l'émigration polonaise, il est coéditeur du Bulletin littéraire, scientifique et artistique polonais. 
Il est l'époux de Maria Preney et le père d'Edmond Trawiński. Il est mort le 7 février 1906 dans sa maison du Musée du Louvre, à Paris.

## Publications
traduction des ouvrages cités
- La vie antique des Grecs et des Romains, Guhl et Koner, 1884, prix Langlois de l’Académie française en 1886.
- L'histoire de l'art byzantin, Koudakoff, 1885
- Les émaux byzantins de la collection Zwénigorodskoï,Kondakow, 1894
- L'Épopée homérique expliquée par les monuments, W. Helbig, 1896, prix Langlois de l’Académie française

## Honneurs et distinctions
- Lauréat de l'institut
- Chevalier de la Légion d'honneur